# Gora Kolokol’nja
Gora Kolokol’nja (englische Transkription von russisch Гора Колокольня Gora Kolokolnja, deutsch ‚Glockenturmberg‘) ist ein Nunatak im ostantarktischen Mac-Robertson-Land. Er ragt unmittelbar westlich des Styles-Gletschers am nördlichen Ende des Mawson Escarpment auf.
Russische Wissenschaftler benannten ihn.